# Большая Орешная пещера
Больша́я Оре́шная пеще́ра — пещера в Манском районе Красноярского края (Восточный Саян), в 4 км восточнее посёлка Орешное, в левом борту долины Таёжного Баджея. Пещера образовалась в конгломератах кембрия, нарвской свиты и является крупнейшей известной конгломератовой пещерой мира. Общая длина ходов по состоянию на 1 декабря 2001 года составляет около 47 км, амплитуда 247 м, глубина −195 м. Пещера имеет лабиринтовое строение, преобладают наклонные и горизонтальные ходы на разных уровнях. Большинство ходов и гротов объединены в крупные системы, прохождение которых возможно без веревок и СРТ (англ. Single Rope Technique (SRT) — «одноверёвочная техника»)

## Характеристика

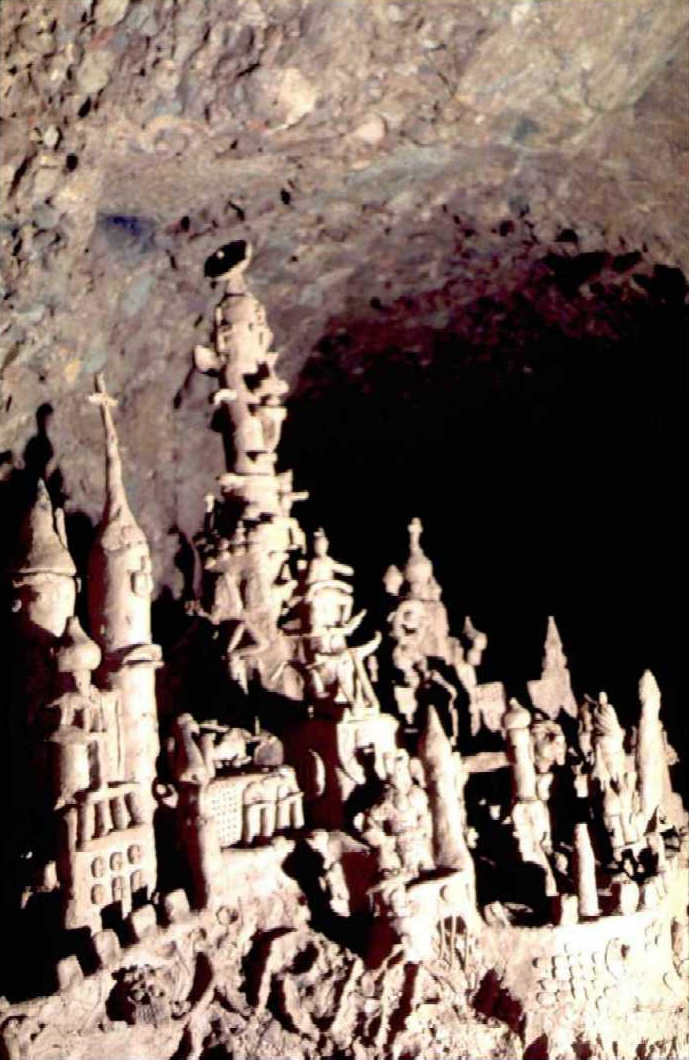
Песчанистая глина на дне пещеры очень пластична, посетители из неё лепят

Большая Орешная пещера заключена в конгломератах нарвской свиты кембрия. Возраст пород составляет около 540—485 миллионов лет. Конгломераты состоят из валунов и гальки разноокрашенных известняков и доломитов, сцементированных красновато-коричневым известковым песчаником. Они имеют изменчивую прочность и пористость, подвержены растворению и обрушению, вплоть до превращения в липкую красновато-коричневую песчанистую глину.
Развитие пещеры началось в неогене, примерно 20—25 миллионов лет назад. В это время происходило поднятие гор Восточного Саяна, тогда же были заложены прарека Мана и её притоки. Атмосферная влага просачивалась под землю, питая междуречный горизонт карстовых вод, которые разгружались в соседние долины. Последние медленно врезались в скальное основание, увеличивая превышение междуречий над руслами. Понижение базиса эрозии приводило к постепенному опусканию водной поверхности и осушению верхней части толщи конгломератов.
Многие карстовые формы образовались под водой, в зоне насыщения или в зоне сезонного колебания уровня карстовых вод. Разработка полостей продолжилась в зоне аэрации под действием инфильтрационных и конденсационных вод. Они создали в полостях натечные отложения: сталактиты, сталагмиты, коры, занавеси и др. Потеря прочности конгломерата приводила к обвалам, причём обломки растворялись, образуя на дне пещеры покров из песчанистой глины.

## История исследования
Входная часть пещеры была издавна известна местным жителям. Первую карту составили Мавр Николаевич Добровольский и Ростислав Алексеевич Цыкин в 1964, протяжённость ходов составляла 240 м. В 1969 году двое молодых исследователей пещер — работник Красноярского судоремонтного завода Сергей Борисов и студент Красноярского университета Сергей Тарасов проникли в пещеру и обнаружили ход, давший им возможность углубиться в пещеру на несколько километров. «Обследовав свыше 600 метров новой пещеры, спелеологи вынуждены были вернуться из-за недостатка свободного времени. Возвратились разведчики во вновь открытую пещеру через две недели во главе целого отряда из 27 человек. Предварительная разведка, произведенная самыми квалифицированными спелеологами, показала, что отряд вступил в преддверие очень большой и очень запутанной системы карстовых пустот». В 1969—1972 под руководством Николая Ларионова была организована комплексная топографическая съёмка ходов, установка реперных знаков, общая длина составила 18 км. В 1990 группа во главе с Александром Ефремовым и Виктором Прохоровым прокопала 20-метровый ход, который соединил основную систему со «вторым» входом в пещеру. В 1991 Александр Медведев выполнил полную карту, общая длина ходов составила 43 470 м. Открытия продолжаются.

## Инфраструктура
Посёлок Орешное находится возле трассы Красноярск — Минусинск, в 130 км от Красноярска. Из райцентра Шалинское туда регулярно ходят автобусы. Подходы к пещере по останкам узкоколейной железной дороги, которую построили после войны с целью вывоза леса до Нарвы. Работали на лесоповале ссыльные и заключённые, поэтому на пути к пещере есть кладбища поселенцев, в основном прибалтов. Возле тропы в пещеру вырыты ямы для мусора. Ряд турфирм проводят туры по этой и другим близлежащим пещерам, в том числе ориентированные на иностранных граждан. С 1993 года, каждое лето, возле пещеры проводится спелеологический лагерь для подростков «Крепкий орешек».

## Экологическая обстановка

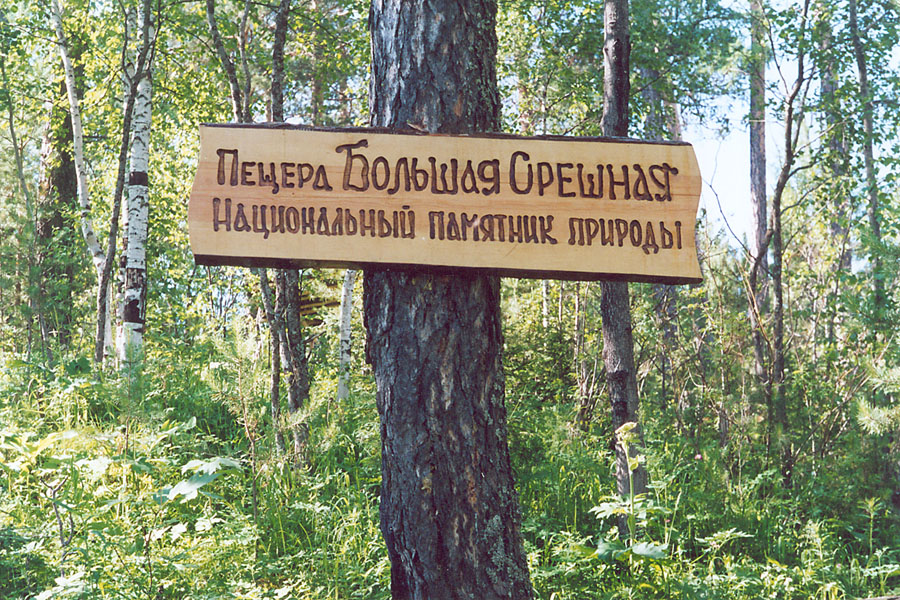
Табличка гласит «национальный памятник природы», но документальное подтверждение этого статуса пещеры отсутствует

С 1977 — пещера охраняемый памятник природы краевого значения, однако её посещение никак не регулируется. Близость к автомобильной дороге и населённым пунктам способствует проведению в ней массовых мероприятий, хотя пещера не приспособлена к большой рекреационной нагрузке. Во время геоэкологической экспедиции Красноярского краевого клуба спелеологов 3—10 января 1999 были взяты пробы грунта и воды из питьевых источников. Результаты анализа проб показали, что водоёмы кишат болезнетворными бактериями. Вопрос защиты пещеры на сегодняшний день остаётся открытым.

## Туризм
Большая Орешная пещера является очень привлекательным объектом как для самостоятельного, так и для организованного туризма. Во-первых, прохождение пещеры не требует верёвок и СРТ снаряжения. Во-вторых, пещера находится недалеко от населённого пункта и легко доступна по дорогам общего пользования. В-третьих, температура в пещере постоянна круглый год, +4 градуса Цельсия. Эти факторы позволяют посещать пещеру людям разного уровня подготовки, в ограниченные сроки и в любое время года.